# 郝平 (官员)
郝平（1959年9月15日—），男，山东青岛人，北京大学历史系历史专业本科毕业，中华人民共和国政治人物。曾任北京大学党委书记、校长，现任第十四届全国人大常委会委员、外事委员会副主任委员，中共第十九届中央候补委员。

## 生平
1978年，在北京大学历史系学习。1982年6月加入中国共产党。1982年8月参加工作，任职于北京大学校长办公室等校机关。1986年，任北京大学学生工作部副部长。1991年，任美国东西方中心访问学者。1992年，在夏威夷大学历史系读硕士研究生。1995年，任北京大学外事处处长、校长助理（1997年4月起）等职。2001年，任北京大学副校长。2005年，任北京外国语大学校长。2008年，当选第十一届全国政协委员，代表教育界，分入第四十二组。并担任外事委员会专委。2009年，任中华人民共和国教育部副部长，兼中国联合国教科文组织全国委员会主任，2009年5月至2010年5月兼任国家语言文字工作委员会主任。2013年11月5日，当选联合国教科文组织第37届大会主席。2016年12月，任北京大学党委书记。2018年10月，转任北京大学校长。2022年6月，再度出任北京大学党委书记。2023年，他当选为全国人大外事委员会副主任委員。
2025年2月14日，卸任北京大学党委书记。